# Planeta Awards 2007
Planeta Awards 2007 es una premiación realizada por la radio Peruana Planeta 107.7 en la que también los votantes se pueden ganar un viaje a Máncora.

## Nominados
Los ganadores están en Negritas

### La Megaplaneta del Año
- Rihanna con Jay-Z - "Umbrella"
- Linkin Park - "What I've Done"
- 30 Seconds to Mars - "The Kill "
- Fergie - "Big Girls Don't Cry"
- Nickelback - "Rockstar"

### La Banda del Año
- Linkin Park
- Nickelback
- Fall Out Boy
- 30 Seconds to Mars
- The Killers

### Solista del Año
- Rihanna
- Avril Lavigne
- Beyoncé
- Pink
- Fergie

### Artista/Banda Pop/Hip Hop del Año
- Rihanna
- Gym Class Heroes
- Gwen Stefani
- Beyoncé
- Kanye West
- Kat DeLuna

### Artista/Banda Rock del Año
- Nickelback
- Linkin Park
- Fall Out Boy
- 30 Seconds to Mars
- Evanescence
- My Chemical Romance
- Foo Fighters
- Matchbox 20

### Nuevo Artista/Banda Pop/Hip Hop del Año
- Mika
- Regina Spektor
- Mutya Buena
- Fergie
- Sean Kingston
- Colbie Caillat

### Nuevo Artista/Banda Rock del Año
- Kaiser Chiefs
- The Fray
- Plain White T's

### Canción Pop/Hip Hop del Año
- Rihanna con Jay-Z - "Umbrella"
- Gwen Stefani con Akon - "The Sweet Escape"
- Gym Class Heroes - "Cupid’s Chokehold"
- Beyoncé - "Irreplaceable"
- Avril Lavigne - "Girlfriend"
- Kat DeLuna con Elephant Man - "Whine Up"
- Pink - "Who Knew"

### Canción Rock del Año
- Muse - "Starlight"
- Fall Out Boy - "This Ain't a Scene, It's an Arms Race"
- Snow Patrol - "Open Your Eyes"
- Linkin Park - "What I've Done"
- 30 Seconds to Mars - "The Kill"
- Linkin Park - "Bleed It Out"
- Foo Fighters - "The Pretender"

### Balada del Año
- Plain White T's - "Hey There Delilah"
- Nickelback - "If Everyone Cared"
- Korn con Amy Lee - "Freak On A Leash"
- James Blunt - "1973"
- Avril Lavigne - "When You're Gone"
- Colbie Caillat - "Bubbly"
- The Fray - "How to Save a Life"

### Mejor Interpretación Vocal Masculina
- Dave Grohl (Foo Fighters) - "The Pretender"
- Matt Bellamy (Muse) - "Starlight"
- Chad Kroeger (Nickelback) - "Rockstar"
- Chester Bennington / Mike Shinoda (Linkin Park) - "Bleed It Out"
- Jared Leto (30 Seconds to Mars) - "The Kill"

### Mejor Interpretación Vocal Femenina
- Amy Lee (Evanescence) - "Sweet Sacrifice"
- Avril Lavigne - "When You're Gone"
- Regina Spektor - "Fidelity"
- Beyoncé - "Irreplaceable"
- Amy Winehouse - "Valerie"